# Quadro de medalhas dos Jogos Sul-Americanos de 2006

## Quadro de medalhas
País sede destacado
| Ordem | País                | Medalha de ouro | Medalha de prata | Medalha de bronze | Total |
| ----- | ------------------- | --------------- | ---------------- | ----------------- | ----- |
| 1     | Argentina           | 107             | 96               | 89                | 292   |
| 2     | Brasil              | 97              | 106              | 101               | 304   |
| 3     | Colômbia            | 97              | 72               | 79                | 248   |
| 4     | Venezuela           | 96              | 85               | 97                | 278   |
| 5     | Chile               | 37              | 42               | 58                | 137   |
| 6     | Equador             | 14              | 27               | 40                | 81    |
| 7     | Peru                | 8               | 13               | 22                | 43    |
| 8     | Uruguai             | 4               | 9                | 13                | 26    |
| 9     | Paraguai            | 2               | 4                | 5                 | 11    |
| 10    | Guiana              | 1               | 1                |                   | 2     |
| 11    | Bolívia             |                 | 2                | 5                 | 7     |
| 12    | Panamá              |                 | 2                | 1                 | 3     |
| 13    | Aruba               |                 | 1                | 1                 | 2     |
| 14    | Antilhas Holandesas |                 |                  | 2                 | 2     |
| 15    | Suriname            |                 |                  | 1                 | 1     |
| TOTAL | TOTAL               | 463             | 460              | 514               | 1 437 |